# Strukturalism
Strukturalism är ett samlingsnamn på ett betraktelsesätt inom skilda områden som studerar strukturer och system istället för subjekt, sanning eller innehåll. Strömningen var som mest populär under 1960-talet i Frankrike.
Betraktelsesättet är utvecklat från lingvistiken, men uppstod som egen idéströmning i andra, delvis nya vetenskapsdiscipliner, framförallt sociologi, antropologi, religionshistoria och olika ämnen i humaniora och filosofin. Genom centrala personers popularitet blev detta en modefilosofi, senare utgrenad i poststrukturalismen och dekonstruktion. 
Strukturalistisk metod går ut på att jämföra teckens betydelse (symbolers innebörd) genom att se dem som delar av strukturer (eller system) av teckengrupper (symbolsystem). Varje tecken är meningsbärande, och får sin betydelse genom sin funktion för strukturen och relation till andra tecken. Strukturalismen bröt mot synsättet att språket utgjordes av självständiga delar, och fokuserade på samband och förhållanden.

## Psykologisk strukturalism
Den psykologiska skolan strukturalism utvecklades främst av Wilhelm Wundt (1832–1920) och Edward B. Titchener (1867–1927) i slutet av 1800-talet. De använde sig av introspektion i analysen av medvetandets grundläggande element. Även om den psykologiska strukturalismen dog ut efter ett par årtionden har den lämnat spår efter sig, bland annat i vad som senare skulle komma att kallas funktionalism.

## Sociologisk strukturalism
Inom sociologin så var det i första hand Émile Durkheim, som introducerade strukturalismen. Han vände sig medvetet mot "psykologismen", och sökte förklaringar till samhälleliga skeenden på det "överindividuella" planet, i de samhälleliga strukturerna, starkt påverkad av positivismen. Han betonade samhälleliga förändringar utifrån deras funktioner i samhället och blev också en föregångare till det som kom att kallas för funktionalismen.

## Lingvistisk strukturalism

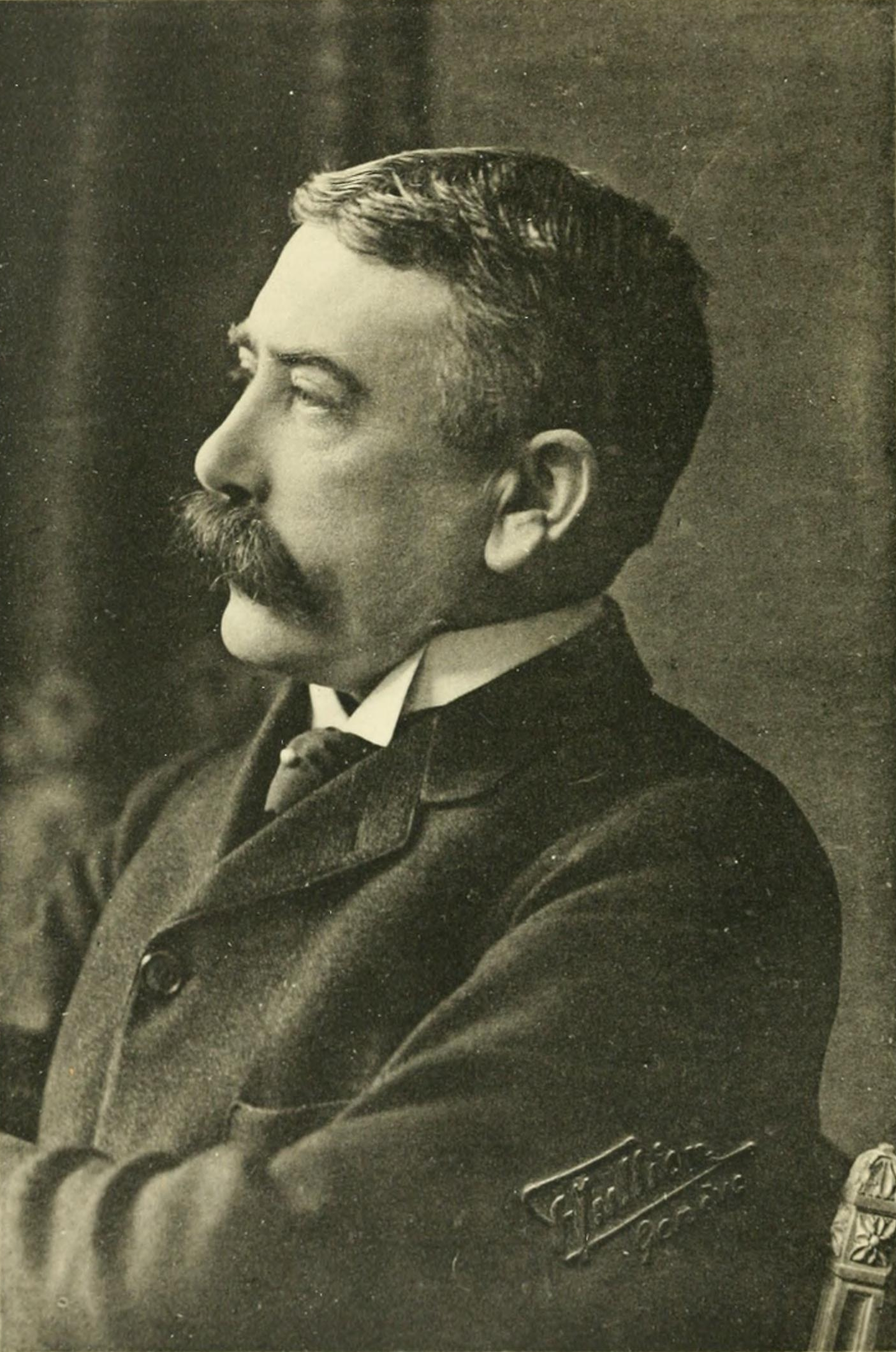
Ferdinand de Saussure.

Strukturalismen har sina rötter i Ferdinand de Saussures (1857–1913) verk. Saussure var främst språkvetare, och utifrån en grammatisk bakgrund utarbetade han modeller för ords begrepp. Saussure bestämde tecknet (signe) som något med en dubbel karaktär, en ljudbild (le signifiant) och ett begrepp (le signifié). Inte bara ord är tecken utan även till exempel -s är ett tecken i svenskan (en ljudbild för innehållet genitiv eller passiv).
Förbindelsen mellan ljudbild och innehåll är godtycklig; alltså fås betydelsen, värdet, genom relationen med andra tecken i språket, genom att skilja sig från andra tecken. Språket är ett system (la langue) och det har en användning (la parole). Systemet utgör regelverket för användningen. Regelverket är inget som har fastställts utan ett instrument för användning, likväl som produkt av användning. En individ kan inte förändra betydelsen hos ett tecken utan detta är en kollektiv handling. Det avgörs alltså inom en struktur.

## Antropologin och strukturalism
En överföring av strukturalism till ett annat område, socialantropologin, företogs först och främst av Claude Lévi-Strauss (1908–2009). Han var starkt influerad av Marcel Mauss, som ibland kallas den franska strukturalistiska sociologins grundare. Släktskapsförhållande, konst och umgängesformer uppvisade en språklig struktur, menade Lévi-Strauss. De har betydelseskiljande element (relationer), får betydelse endast i systemet och är kollektiva.
Utifrån detta går Lévi-Strauss till angrepp på historiens prioritet (att historien är människans främsta existensmodus). Historisk medvetenhet är inget reellt utan något inlärt. Det är en del i illusionen om människans frihet och ett sätt att konstituera henne i stället för att som Lévi-Strauss önskar upplösa henne.
Jacques Lacan har tillämpat ett strukturalistiskt tänkande på Sigmund Freuds teorier om det omedvetna, Roland Barthes inom litteraturkritiken, och George Dumézil om ideologier och religionshistoria.

## Filosofisk strukturalism
Michel Foucault kallas både strukturalist och poststrukturalist. Hans tidiga verk bär en strukturalistisk prägel. I Vansinnets historia blottlägger han de underliggande strukturer i utskiljandet av oförnuftiga. Likaså kan Roland Barthes tidiga verk passas in i en strukturalistisk tradition. Han kritiserade bland annat litteratur, mode och reklam utifrån en syn på dem som signalsystem. Ännu en filosof som (mot sin vilja) brukar kallas strukturalist är Louis Althusser, mest känd för sin nyläsning av Karl Marx.
Vad som kännetecknar strukturalistisk filosofi kan sammanfattas som sökandet efter underliggande strukturer och omedvetna strukturer som bestämmer mening, Då det är omöjligt att undersöka innehållet i ett helt system måste målet vara att identifiera kontrasterande element, vad som utgör skillnaden.

## Kritik
Två exempel på kritiker mot strukturalism är Henri Lefbvre och Guy Debord. Bland andra situationalister som Debord kritiserade strukturalismen för att vara ahistorisk.